# Campichthys tricarinatus
Campichthys tricarinatus är en fiskart som beskrevs av Dawson 1977. Campichthys tricarinatus ingår i släktet Campichthys och familjen kantnålsfiskar. Inga underarter finns listade.